# Chionogenes trimetra
Chionogenes trimetra là một loài bướm đêm thuộc họ Yponomeutidae. Nó được tìm thấy ở Úc.